# Riquier (Nice)
Pour les articles homonymes, voir Riquier.
Le quartier de Riquier est un quartier de Nice situé dans la partie sud-est de la ville, au nord du quartier du port, en amont du Paillon, le torrent fluvial qui passe dans la ville. Il est bordé par la rue Barla au sud, le mont Alban à l'est, le Paillon (recouvert) à l'ouest, et la ligne de chemin de fer Marseille - Vintimille au nord.

## Histoire
L'origine étymologique ne semble pas établie. On peut évoquer un lien avec les Riquier, l'une des plus riches et puissantes familles de Nice au Moyen Âge ou bien songer tout simplement à l'ancien cours d'eau du secteur nommé Richier sur une gravure de 1662 ou cité sous la forme Aqua Riqueriorum sur un plan présentant Nice au XIVe siècle.
Toujours est-il que l'on trouve ce vocable à la fin du Moyen Âge où se trouvent des potagers et des moulins qui exploitent le(s) dernier(s) ru(s) du lit antérieur du Paillon. D'autres artisans comme des forgerons, des tonneliers, et bien d'autres s'y établirent à proximité des remparts de la ville et plus loin (le site du Lazaret pour la quarantaine imposée aux marins et leur cargaison).
À la suite du rasement de l'enceinte de la ville et surtout de la citadelle imposé par Louis XIV, le quartier explosa de vigueur en habitations et petits commerces. Le projet de creusement du port actuel ordonné par le pouvoir savoyard (vers mi-XVIIIe siècle) vit apparaître des entrepôts plus grands liés au projet d'urbanisation très strict (pour l'époque). De nouveaux axes se traçaient hors de l'ancienne ville qui étouffait jadis dans ses remparts.

## Situation actuelle
C'est un quartier central désormais résidentiel où se jouxtent les immeubles ouvriers des années 1920 et ceux plus récents. De rares portions antérieures subsistent parfois encore, du XIXe siècle et du début du XXe siècle, mais vouées à disparition.

## Iconographie
Lien iconographique chez Wiki.commons

## Voies du quartier et constructions intéressantes

### A

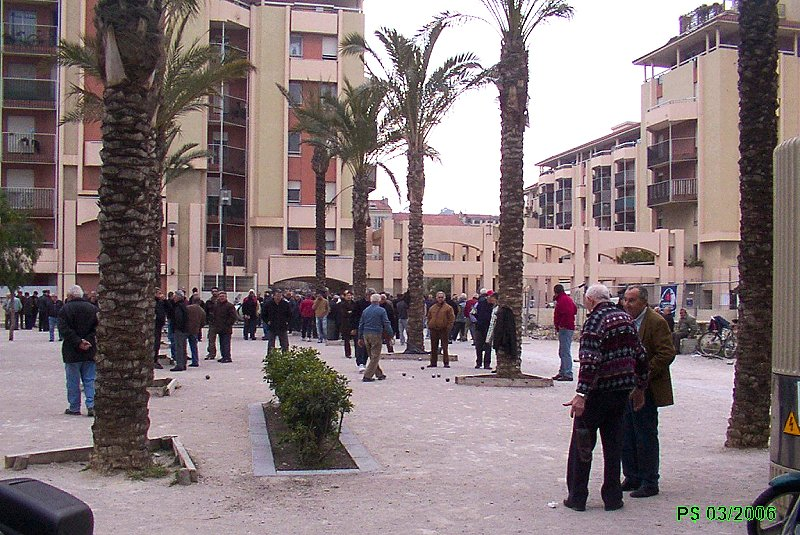
La place Arson : haut-lieu des boulistes niçois. Vue vers le Sud. La rue Barla se situe 50 mètres après les arcades. Ces bâtiments remplacent l'ancienne manufacture des tabacs de Nice.

- Armée du Rhin (place de l') : anciennement place Risso - 06300,
n°3 : Palais de L'Esplanade. Autres entrées 1 et 3 rue Thaon de Revel ; autre entrée encore au 3 boulevard Pierre-Sola. Le nom du palais fait allusion à la couverture du Paillon. Dû à Honoré Aubert : 1929-1930. Aussi appelé, semble-t-il, « Palais Risso ».

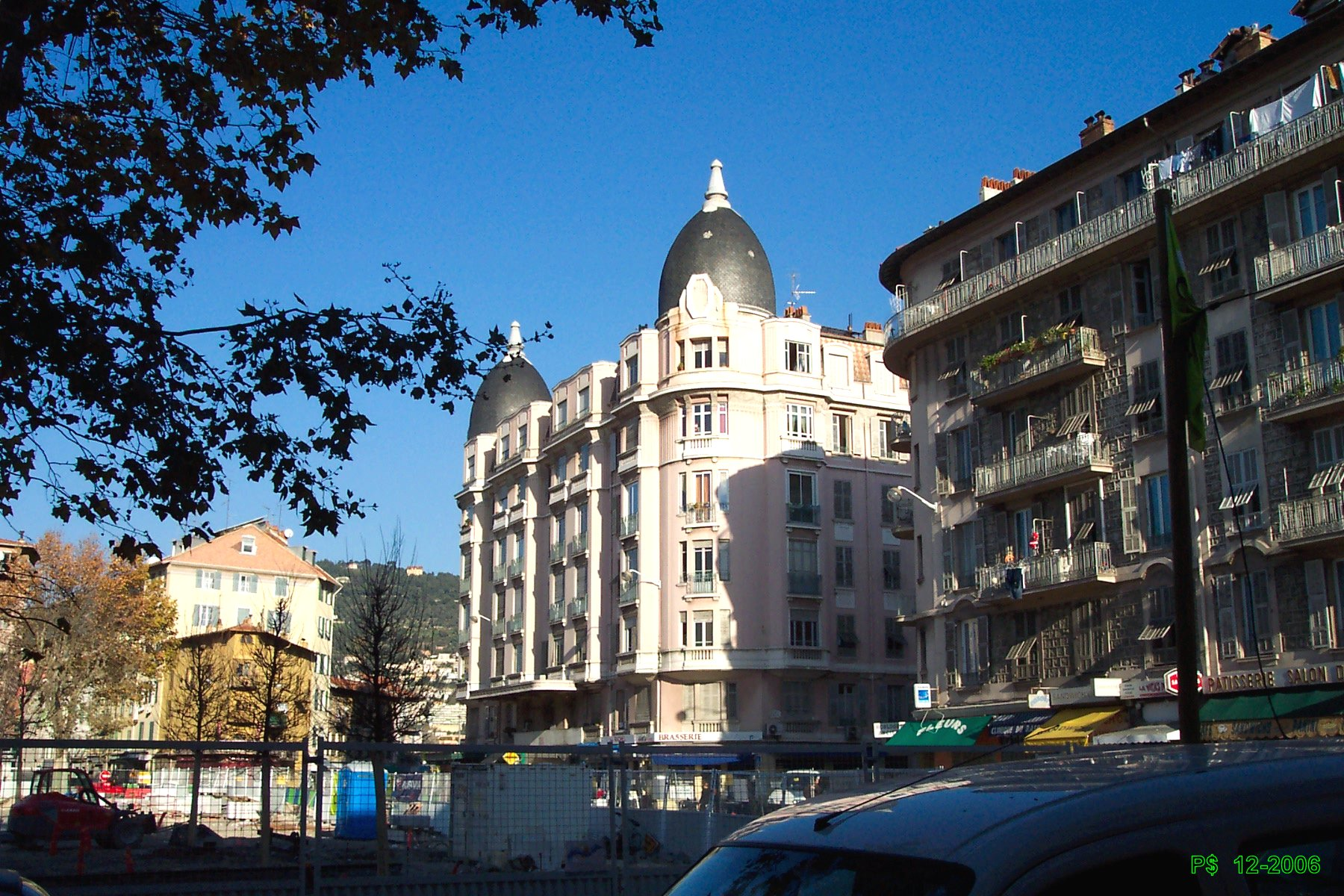
Le palais de l'esplanade, place de l'Armée du Rhin.

- Arson (place) : 06300.

- Arson (rue) : 06300. 
 Axe nord-sud, du quartier Saint-Roch au port. Arrivée méridionale sur le port.

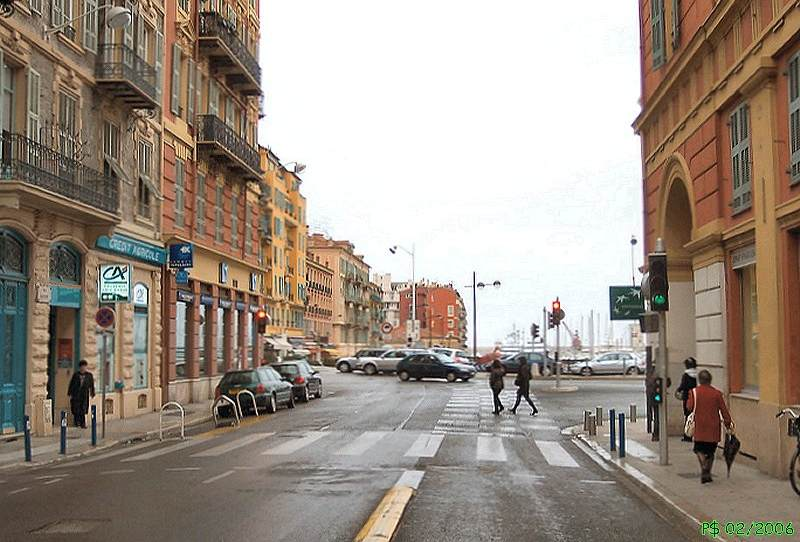
Arrivée méridionale sur le port.

- Auguste Gal (rue) : 06300. La rue part du port, longe la place Arson, traverse tout le quartier en direction NE.

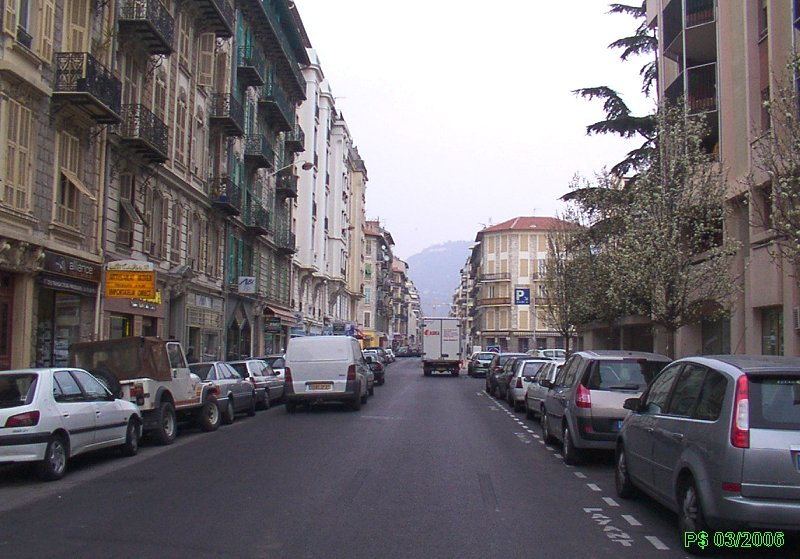
Rue Auguste-Gal au départ de la rue Barla, vers le NE.

- n°48 : Palais Berthe

### B - C
- Barel : voir à Max-Barel (place) et à Virgile-Barel (boulevard): Max Barel est le fils de Virgile Barel

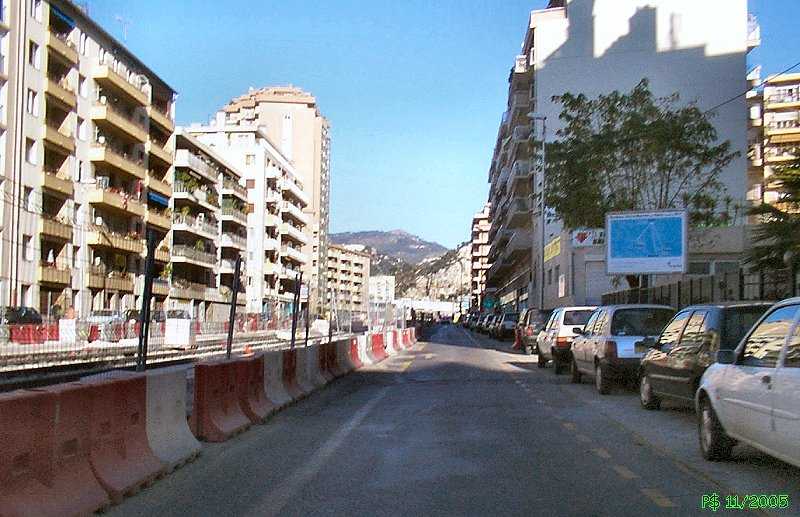
Boulevard Virgile-Barel, en direction du Nord.

- Barla (rue) : 06300. Dans ce découpage, la partie Sud de la rue se trouve dans le quartier du port.

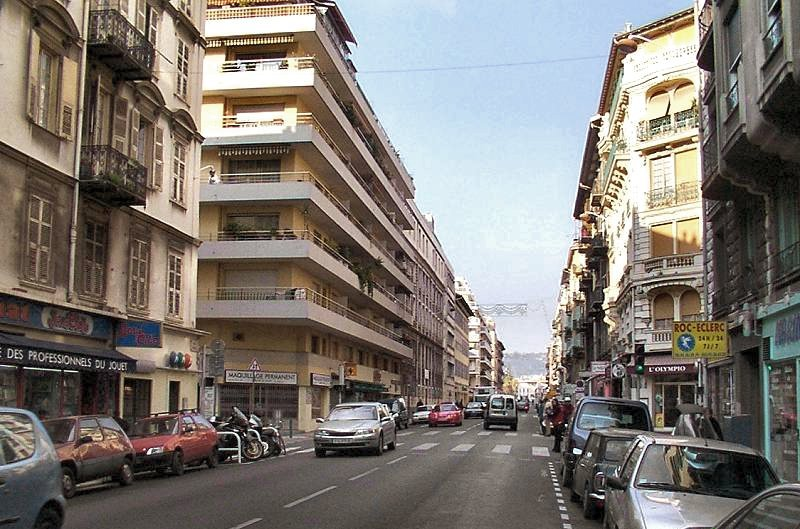
Rue Barla, vue du Sud vers le Nord.

- n°39 : Palais Saluzzo A : entrée principale au [1] place Max-Barel. Images : Vue générale.
- Beaumont (rue) : 06300
n°7 bis : Palais Beaumont : lettres L et C en fer sur la porte
n°17 : Palais St Joseph : face à l'église Saint-Joseph. Images : Vue générale.

### D - E - F
- De Orestis (rue) : c'est le nom d’une famille niçoise noble
n°9 : Palais De Orestis
n°19 : Palais du Jardin : fait effectivement face à un square
- Deux Emmanuel (quai)
n°1 : Immeuble notable de 1909 - Photos

### G - H - I - J - K
- Général Louis Delfino (boulevard) : boulevard Sainte-Agathe jusqu'en 1969 : quartier Riquier
n°5 : Palais Sainte Agathe (annuaire du téléphone 2004). Ancien nom de la rue.
- Georges Ville (rue) : 06300, Quartier de Riquier :
n°? Palais Saint-Joseph (l'église St Joseph est en face !) recherche du n° en cours...Voir : Photo.
n°15 (angle rue Scaliero) : Palais Mireille. Voir : Photo.

### L - M - N - O
- Leotardi (rue) : 06300
n°15 : Maison Torini

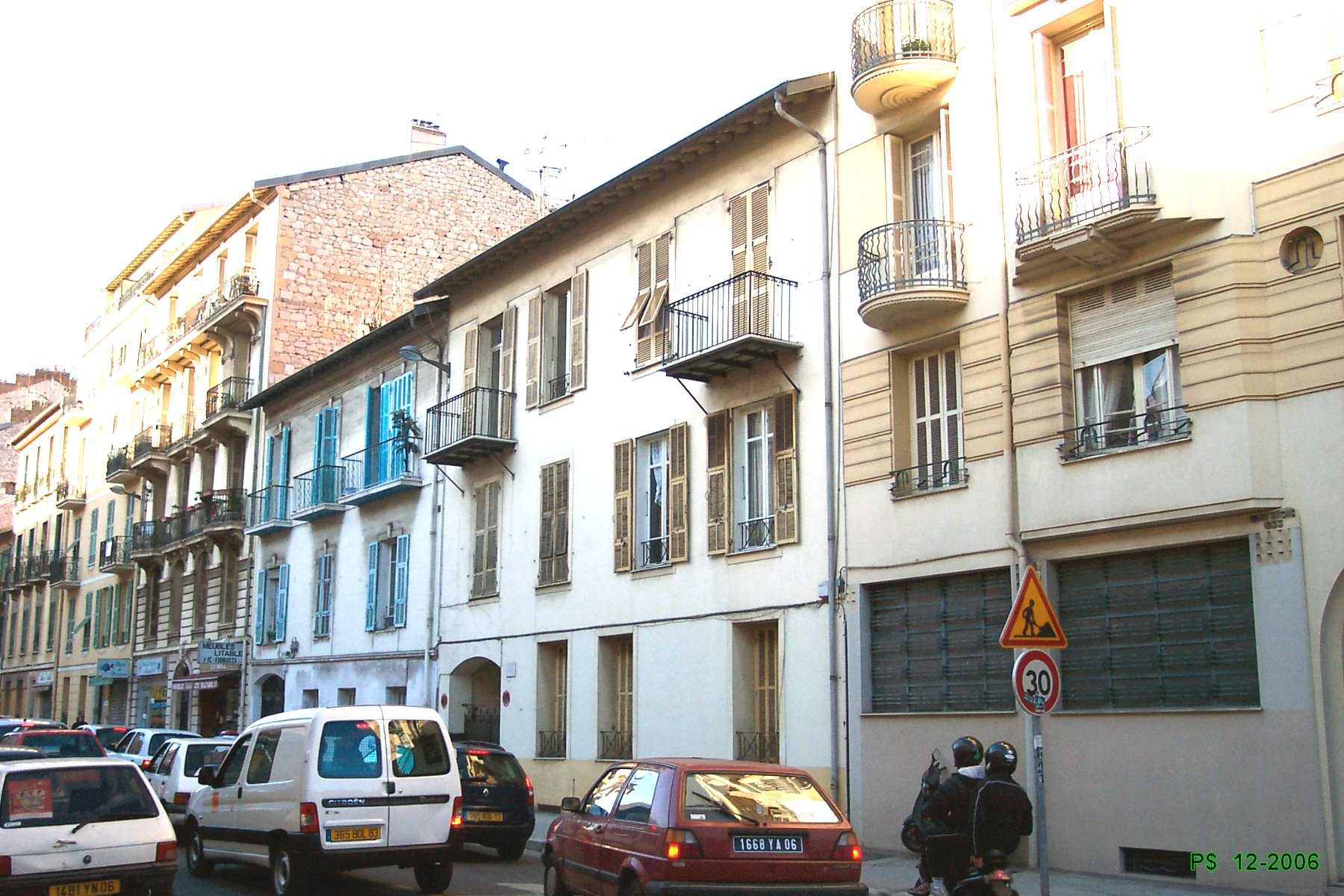
Maison Torrini au 15 rue Leotardi Vue générale
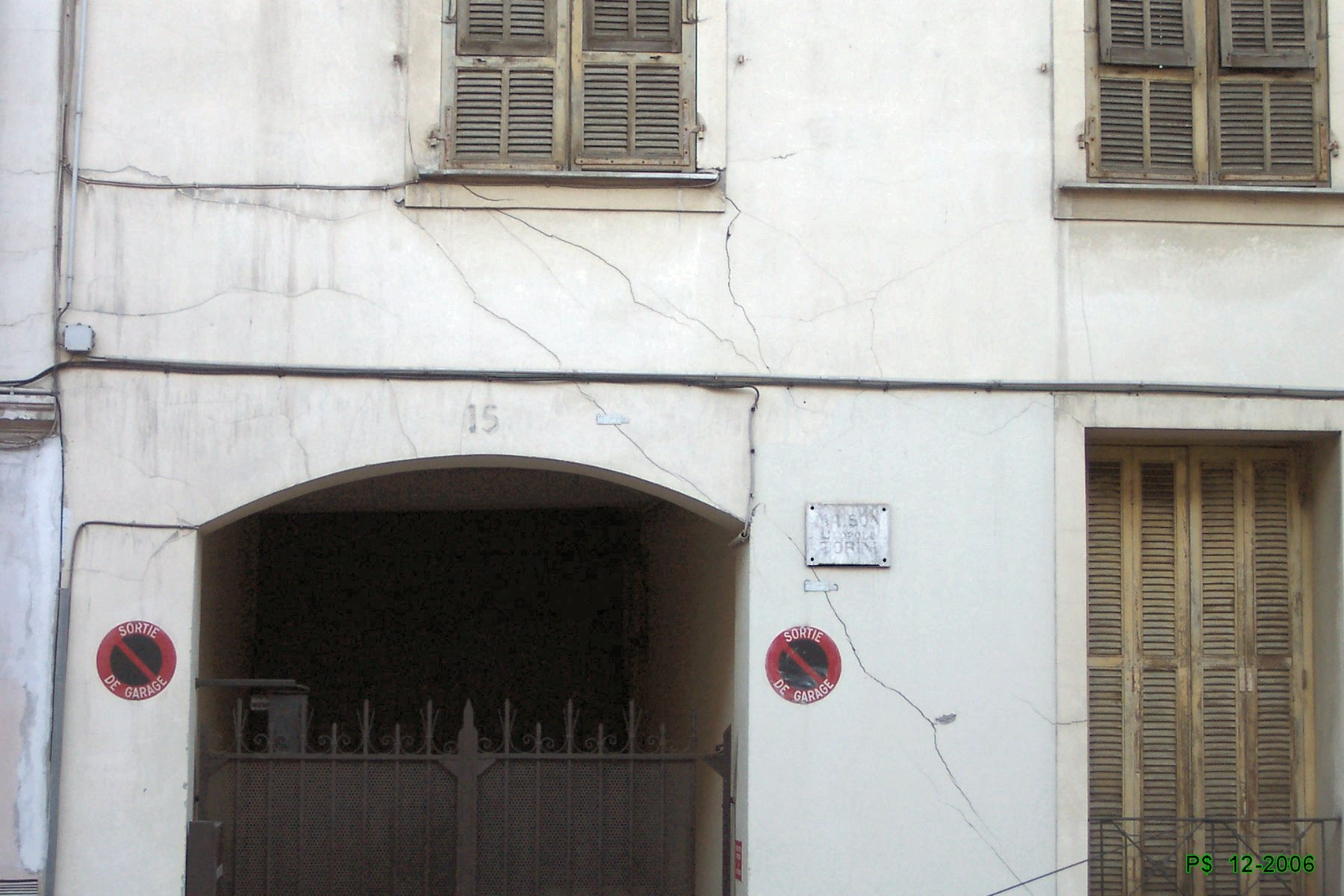
Maison Torrini au 15 rue Leotardi Détail nominatif

- n°17 : Palais Antoine, 1933, René Arziari architecte

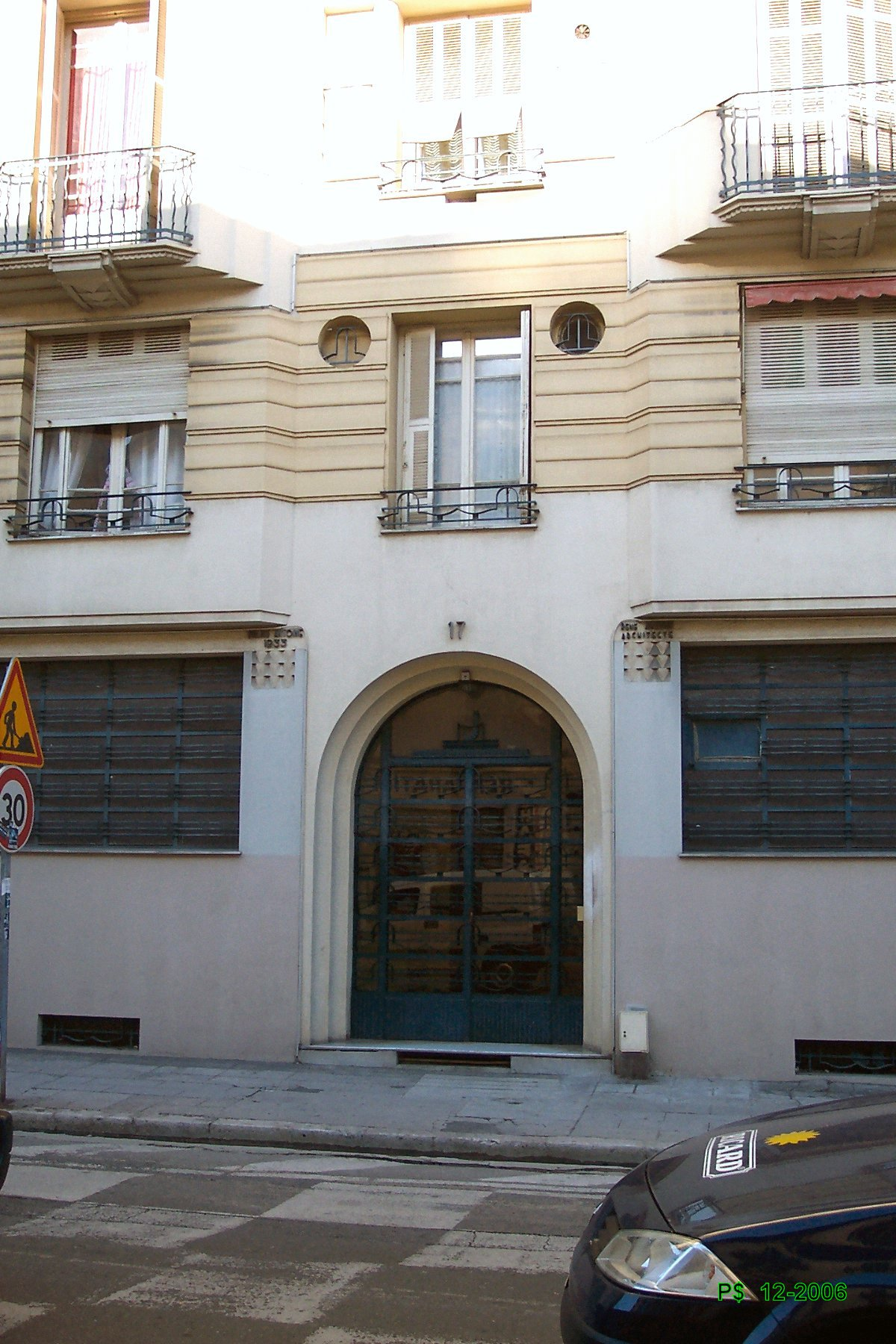
Palais Antoine au 17 Rue Leotardi Détail nominatif
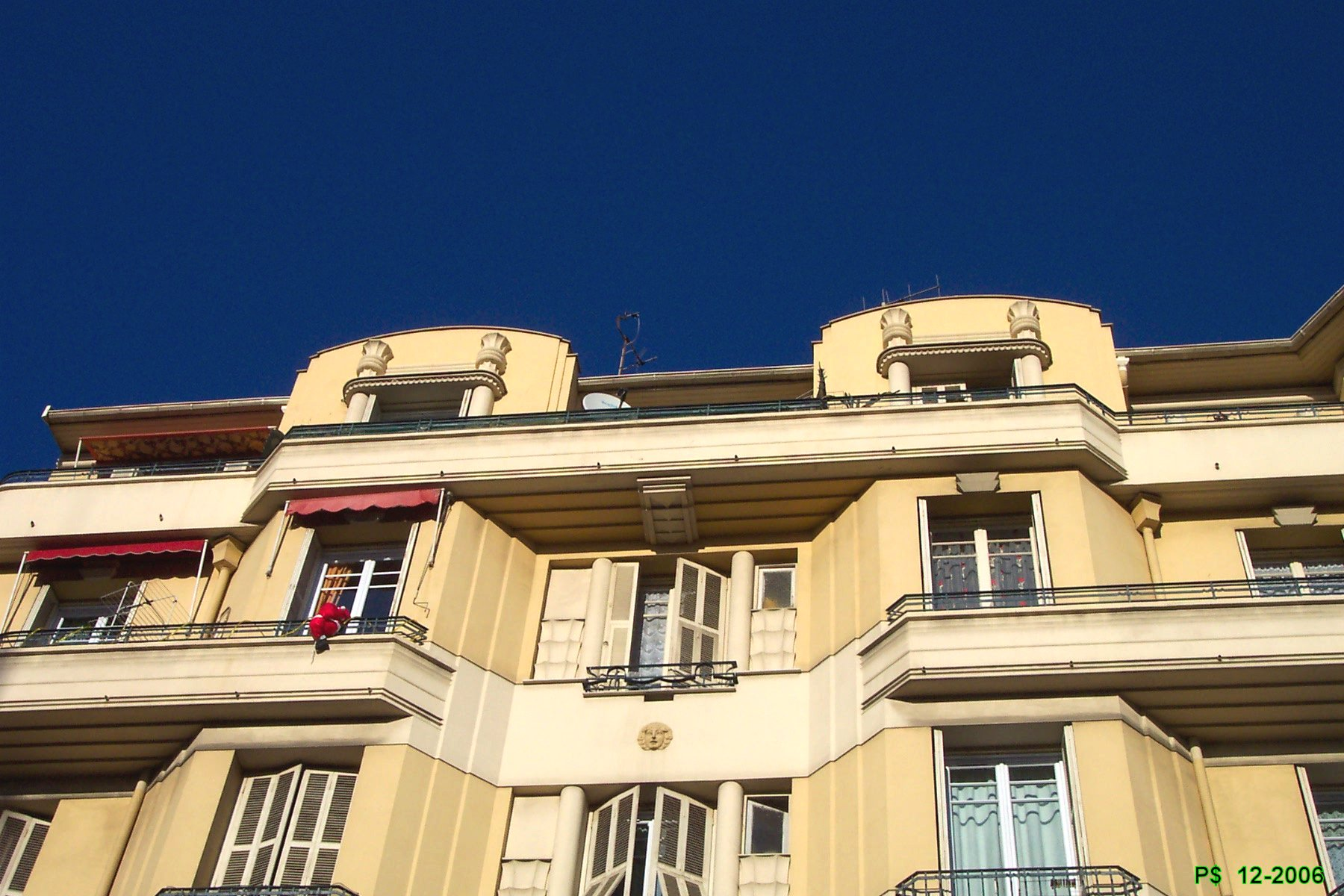
Palais Antoine au 17 Rue Leotardi Vue d'un détail
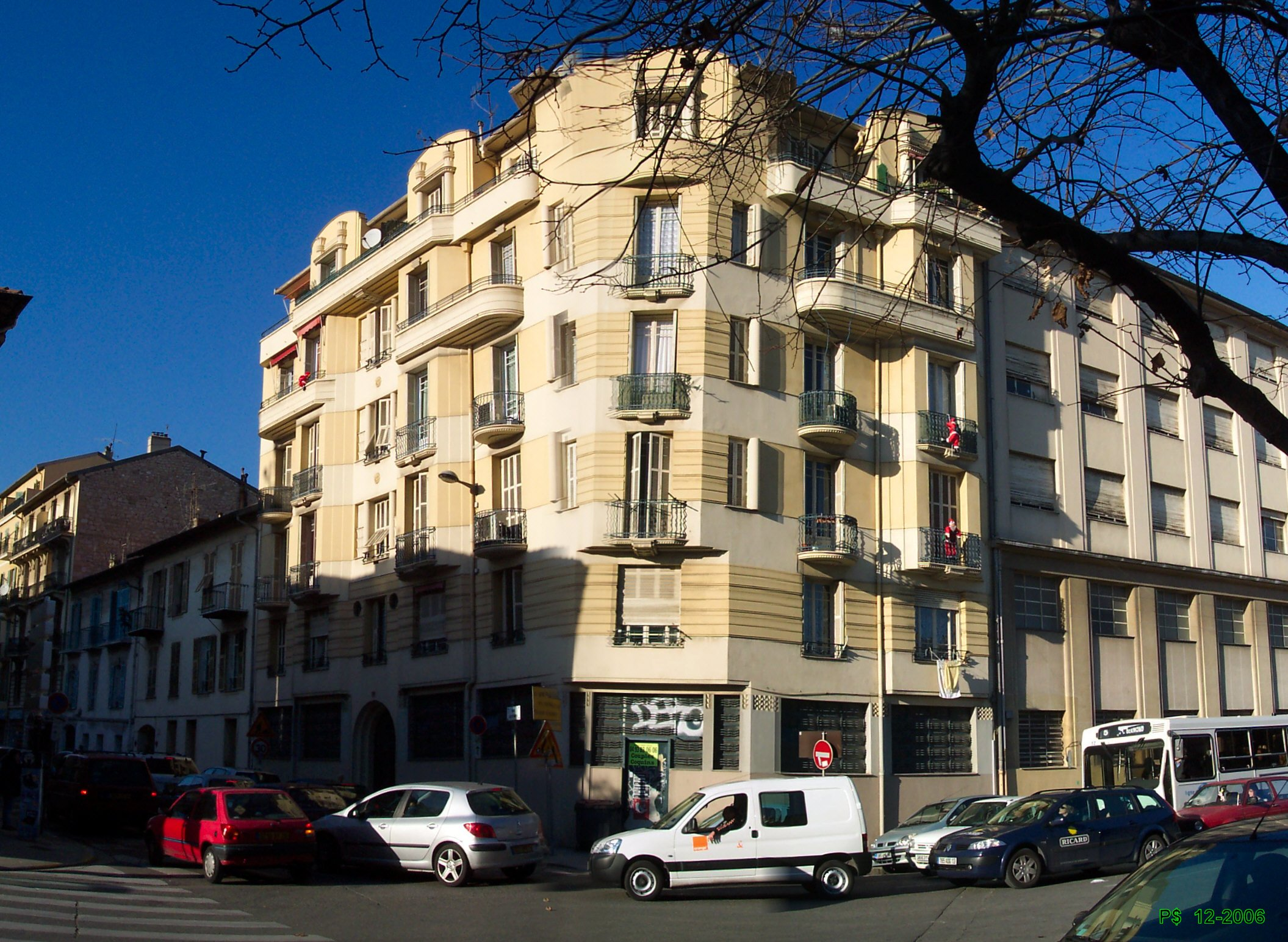
Palais Antoine au 17 Rue Leotardi Vue générale

- Louis-Delfino : voir à Général-Louis-Delfino
- Max-Barel (place) - quartier Riquier : anciennement place Saluzzo. Fils de Virgile Barel, Max fut un martyr de la Résistance et habita le Palais Saluzzo. Place Max Barel.
Prise de vue en arrivant de la Moyenne Corniche. Direction NW.
 Au fond, le Palais Saluzzo. 

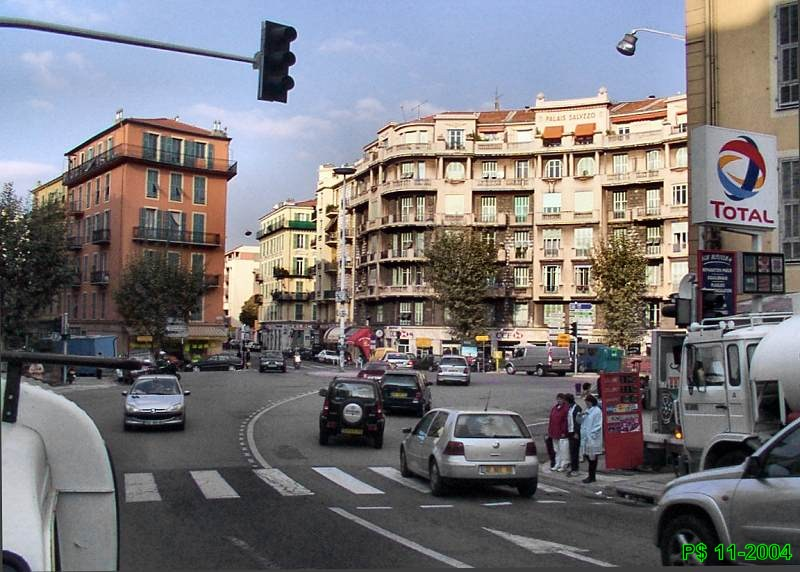
Place Max Barel.
Prise de vue en arrivant de la Moyenne Corniche. Direction NW.
Au fond, le Palais Saluzzo.

n°[1] : Palais Saluzzo B : Honoré Aubert architecte : autres entrées au 39 rue Barla et au 1 boulevard Riquier. Daté de 1930.

### P - Q - R - S
- Paul Reboux (rue)
n°10 : Palais Gilletta
- République (avenue de la) : antérieurement République (rue de la)
n°7 : Palais Victor : la rue de la République a porté du vivant du monarque le nom de rue Victor en l'honneur du roi (1773) de Sardaigne Victor-Amédée III qui fit aménager ce qui était alors une porte de Nice
- Ribotti (rue) :

- n°36 : Palais Athena. Image : Façade.
- Riquier (boulevard) :
n° 1 : Palais Saluzzo C : entrée principale au [1] place Max-Barel. Image : Vue générale.
n°3 : Palais Martha
- Risso (place) : aujourd'hui place de l'Armée du Rhin ; Antoine Risso
- Risso (boulevard) : Antoine Risso
n°52 : Palais « Bella Nizza »

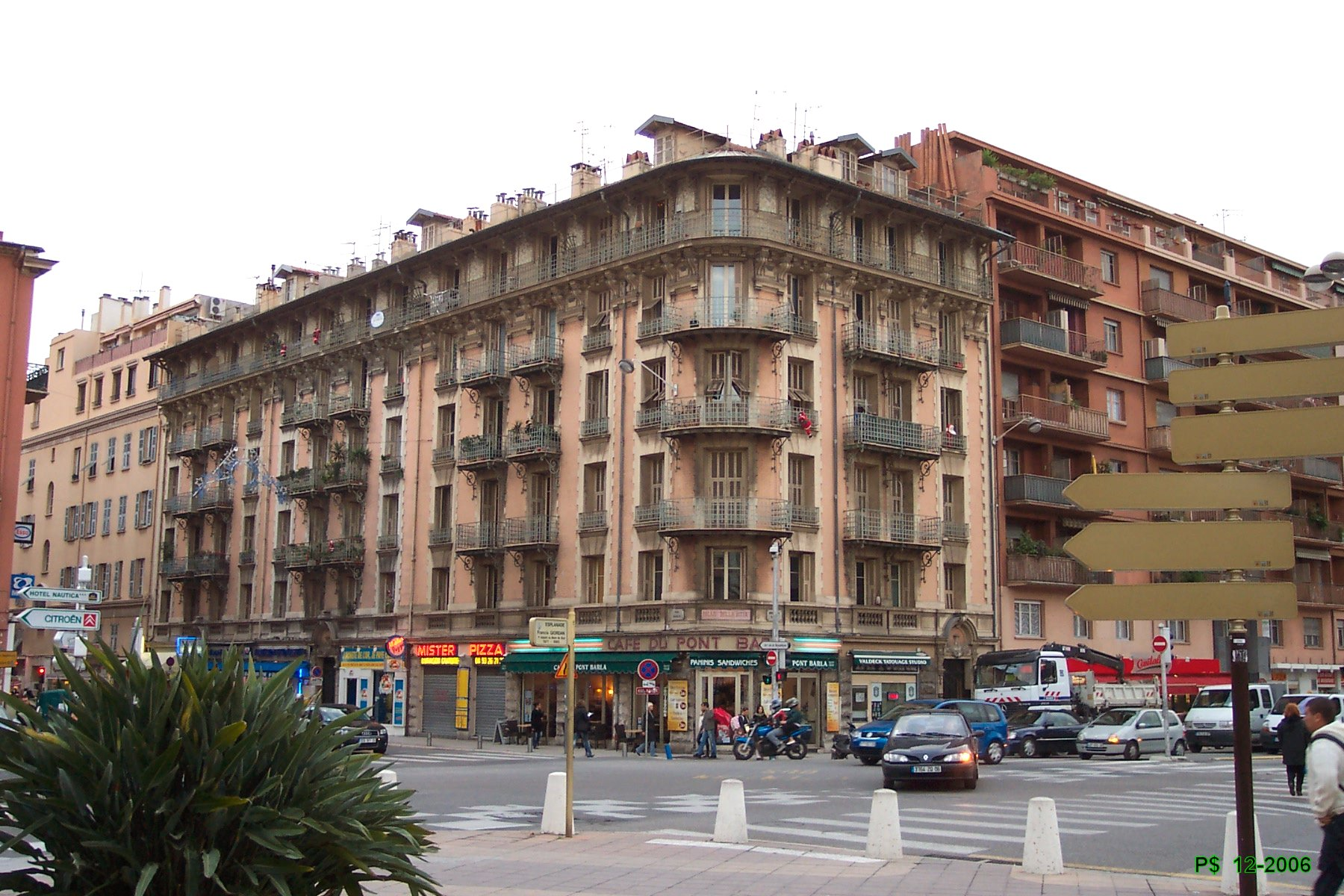
Palais Bella Nizza, 52 boulevard Risso Vue générale.
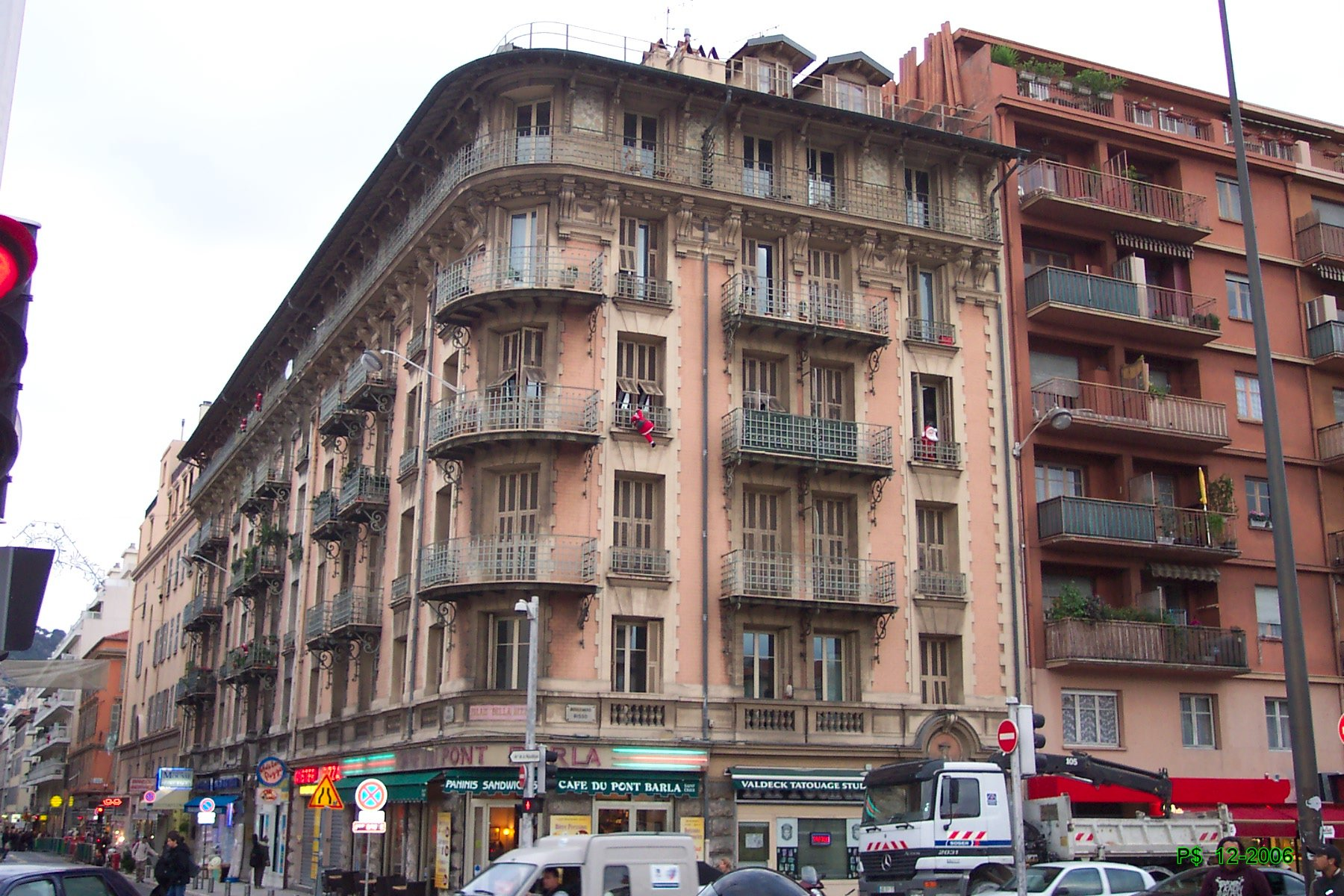
Palais Bella Nizza, vue EST.
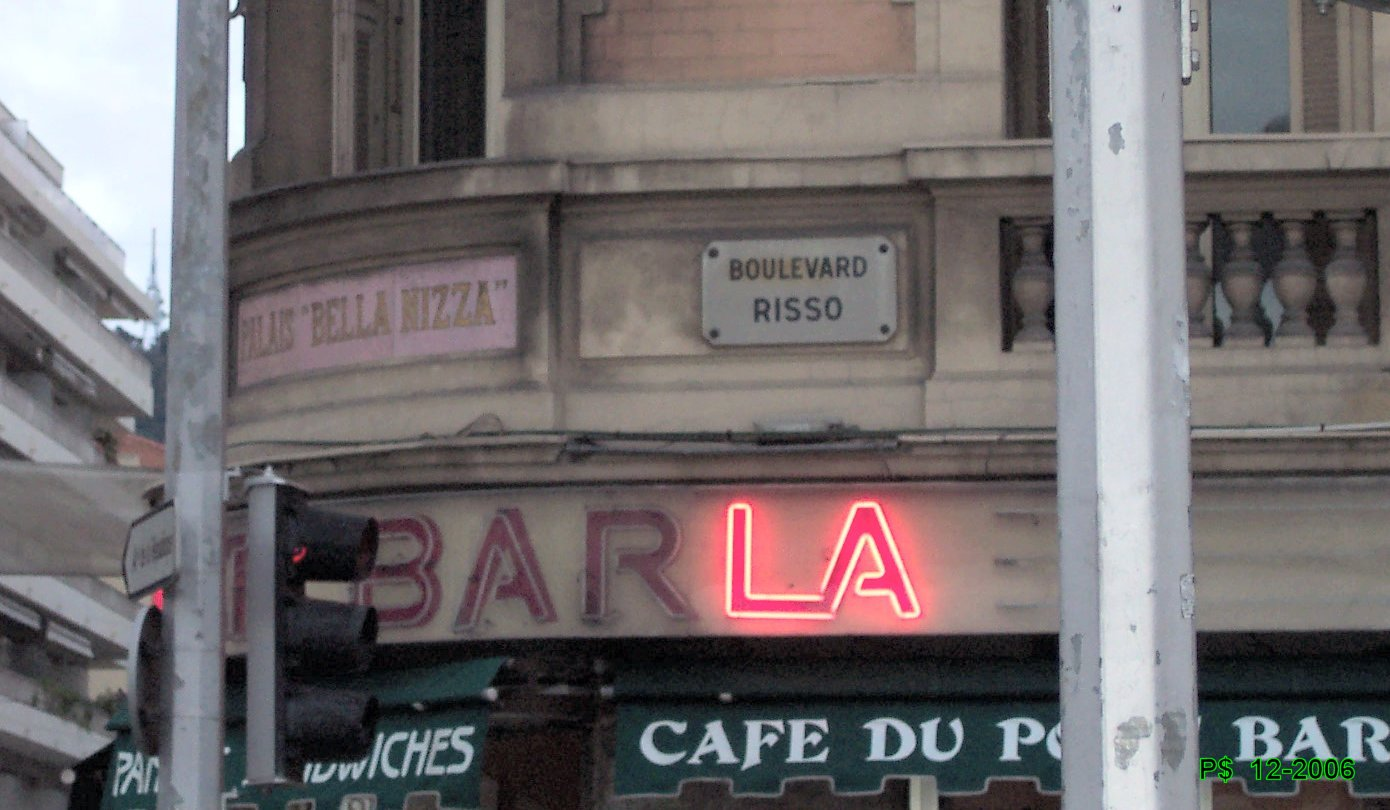
Palais Bella Nizza, Détail nominatif

- Roquebillière (rue de) (voir Roquebillière (homonymie)) :
n°111 : Lou Palaï
- Sainte-Agathe (boulevard) : ancien nom du boulevard Général-Louis-Delfino jusqu'en 1969, du nom de la famille Guiglionda de Sainte-Agathe qui possédait le fief de Borgo Sant'Agata près d'Oneille en Ligurie.
- Saluzzo (place) : aujourd’hui place Max-Barel : général Annibal de Saluzzo (1776-1852) ou Annibal de Saluces.

### T - Z
- Thaon de Revel (rue) : quartier de Riquier
n°1 et 3 : Palais de l'Esplanade ; autre entrée au 3 boulevard Pierre-Sola ; entrée principale au 3 place de l'Armée du Rhin.